# Filmweb
Filmweb è un database online di informazioni relative a film, serie televisive, attori e membri delle troupe cinematografiche. Dal 2011 il database contiene anche videogiochi. Filmweb è stato lanciato il 18 marzo 1998. È un sito in lingua polacca e il maggiore database di film polacchi.

## Storia
Filmweb è stato creato da Artur Gortych e lanciato il 18 marzo 1998. Il 20 gennaio 2000 è diventato il primo sito web polacco disponibile tramite Wireless Application Protocol. Nel 2005 è stato lanciato Filmweb PRO (rivolto ai professionisti dell'intrattenimento).
Il 20 maggio 2010 è stata lanciata la versione beta del sito  e anche Filmweb ha iniziato a utilizzare un nuovo algoritmo, chiamato Gustomierz ("gustometro"). Gli utenti registrati, che hanno valutato almeno 50 film, sono in grado di vedere quanto un particolare film dovrebbe piacere a loro e di trovare utenti simili per gusti. Il motore era basato sulle teorie KNN e SVD, nonché sugli studi di Filmweb. La tecnologia è ancora migliorata da un team di scienziati informatici appositamente nominato. Il 16 settembre 2010 è stato lanciato un nuovo design della home page del database. Il 18 gennaio 2011, i videogiochi sono stati aggiunti al database.
La prima applicazione mobile Filmweb, per iOS, è stata presentata per la prima volta nel novembre 2011. È stata seguita dal rilascio di un'app Android il 4 febbraio 2012  e di un'app per Windows Phone nel marzo 2012.